# Kitab-i-Badi
Der Kitab-i-Badi (persisch كتاب بديع, arabisch الكتاب البديع) ist eines der Heiligen Bücher der Bahai. Es ist aber nicht nach dem Bahai-Märtyrer Badi’ benannt.

## Hintergrund
Das Buch wurde von Baha'ullah, dem Stifter der Bahai-Religion, 1867/1868 in Adrianopel verfasst. An drei aufeinanderfolgenden Tagen diktierte Baha'ullah jeweils etwa zwei Stunden lang dieses Werk, das etwa den doppelten Umfang des Kitab-i-Iqan hat. Es wurde im Original überwiegend auf Persisch verfasst und enthält zusätzlich viele arabische Textstellen. Das Buch wurde als Antwort auf Mirza Mihdiy-i-Rashtis Brief an einen der Gefährten Baha'ullahs verfasst. Mirza Mihdiy war ein Richter in Konstantinopel und Parteigänger Subh-e Azals. Die meisten Argumente darin sollten beweisen, dass Baha'ullahs Anspruch, der Verheißene des Bab zu sein, falsch sei. Das Kitab-i-Badi ist als Apologie des Glaubens Baha'ullahs konzipiert und nimmt einen bedeutenden Rang unter seinen Schriften ein.

## Inhalt
Im Buch beschreibt Baha'ullah seine Stellung als „den, den Gott offenbaren wird“, der vom Bab verheißenen nächstgrößeren Manifestation Gottes. Er richtet sich an Subh-e Azal und die Azali. Des Weiteren stellt Baha'ullah seine Offenbarung für dieses Zeitalter dar und erklärt, dass es innerhalb des nächsten Jahrtausends keine weitere Offenbarung Gottes geben werde. Baha'ullah forderte Mirza Mihdiy mehrmals auf, seiner Feder Einhalt zu gebieten, und warnte ihn, Gott werde ihn bald in seinem Zorn niederschmettern. Tatsächlich starb Mirza Mihdi kurze Zeit später. Dies wird von Baha'ullah im Lawh-i-Fuad (Anspruch und Verkündigung) erwähnt.